# Donkey Republic
Donkey Republic es una empresa danesa que opera sistemas públicos de bicicletas compartidas. Fundada en Copenhague en 2014, a fecha de junio de 2025 opera en 60 ciudades de 14 países, incluidos Dinamarca, Países Bajos, Bélgica, España, Suiza, Alemania, Finlandia y Suecia. La empresa cotiza en Nasdaq Nordic desde 2021, cuando presentó su OPV.
Presta servicios principalmente a áreas urbanas, integrándose con los sistemas de transporte público de la ciudad para mejorar la movilidad y disminuir la congestión del tráfico.

Países con servicio de Donkey Republic a junio de 2024.

## Cifras clave
Las cifras clave para Donkey Republic son (para cada año fiscal): 
|                          | 2018  | 2019  | 2020  | 2021  | 2022  | 2023   |
| ------------------------ | ----- | ----- | ----- | ----- | ----- | ------ |
| Ingresos (millones de €) | 2.7   | 4.5   | 2.9   | 5.0   | 9.1   | 15.4   |
| EBITDA (millones de €)   | –     | −1.2  | −1.5  | −1.5  | −3.6  | 1.3    |
| Empleados (promedio)     |       |       | 60    | 58    | 113   | 137    |
| Usuarios (miles)         | 152   | 252   | 138   | 217   | 360   | 561    |
| Viajes (millones)        | 1.8   | 3.3   | 2.3   | 3.3   | 4.5   | 6.7    |
| Bicis activas (miles)    | 5.7   | 10.5  | 12.9  | 13    | 13.3  | 19.9   |
| Notas / Fuentes          | [ 8 ] | [ 8 ] | [ 8 ] | [ 9 ] | [ 8 ] | [ 10 ] |

## Uso
En la aplicación se muestran las estaciones de recogida. El candado de la bicicleta se puede desbloquear mediante una conexión Bluetooth con un teléfono inteligente, y, en algunas ciudades, simplemente con una tarjeta Mastercard. Es posible pausar el recorrido. El alquiler se puede finalizar llevando la bicicleta a un punto de entrega y confirmándolo en el smartphone.
Donkey Republic ofrece membresías locales y de pago por uso por un precio mensual fijo, aunque también se puede utilizar sin dejar depósitos ni mostrar identificación.

## Historia
En 2017, los proveedores de servicios de bicicletas compartidas Obike, Ofo y Donkey Republic comenzaron a operar en Viena. Ofo y Obike se fueron por falta de rentabilidad en 2018, y Donkey Republic hizo lo propio en 2020.
En mayo de 2018, Donkey Republic comenzó a operar en París,afirmando que "puede resistir los riesgos de robo y daños a las bicicletas" después de que la empresa de bicicletas compartidas Gobee se retirara del mercado francés debido al vandalismo.
En junio de 2019, la empresa suministró bicicletas eléctricas por primera vez en Berlín. En octubre del mismo año, la flota de bicicletas eléctricas se incrementó de 100 a 300.
En julio de 2021, Donkey Republic anunció una asociación con Google Maps.
En 2022, la empresa comenzó con 1.650 bicicletas eléctricas en 32 municipios de Amberes y Flandes Oriental.
En junio de 2023, la empresa lanzó las primeras bicicletas de carga eléctricas de uso compartido de Finlandia en Turku, integrando el servicio público fölläri. El servicio forma parte del proyecto Scale Up, financiado por la Comisión Europea.
En mayo de 2024, Donkey Republic finalizó su servicio en Budapest sin previo aviso.

## Galería

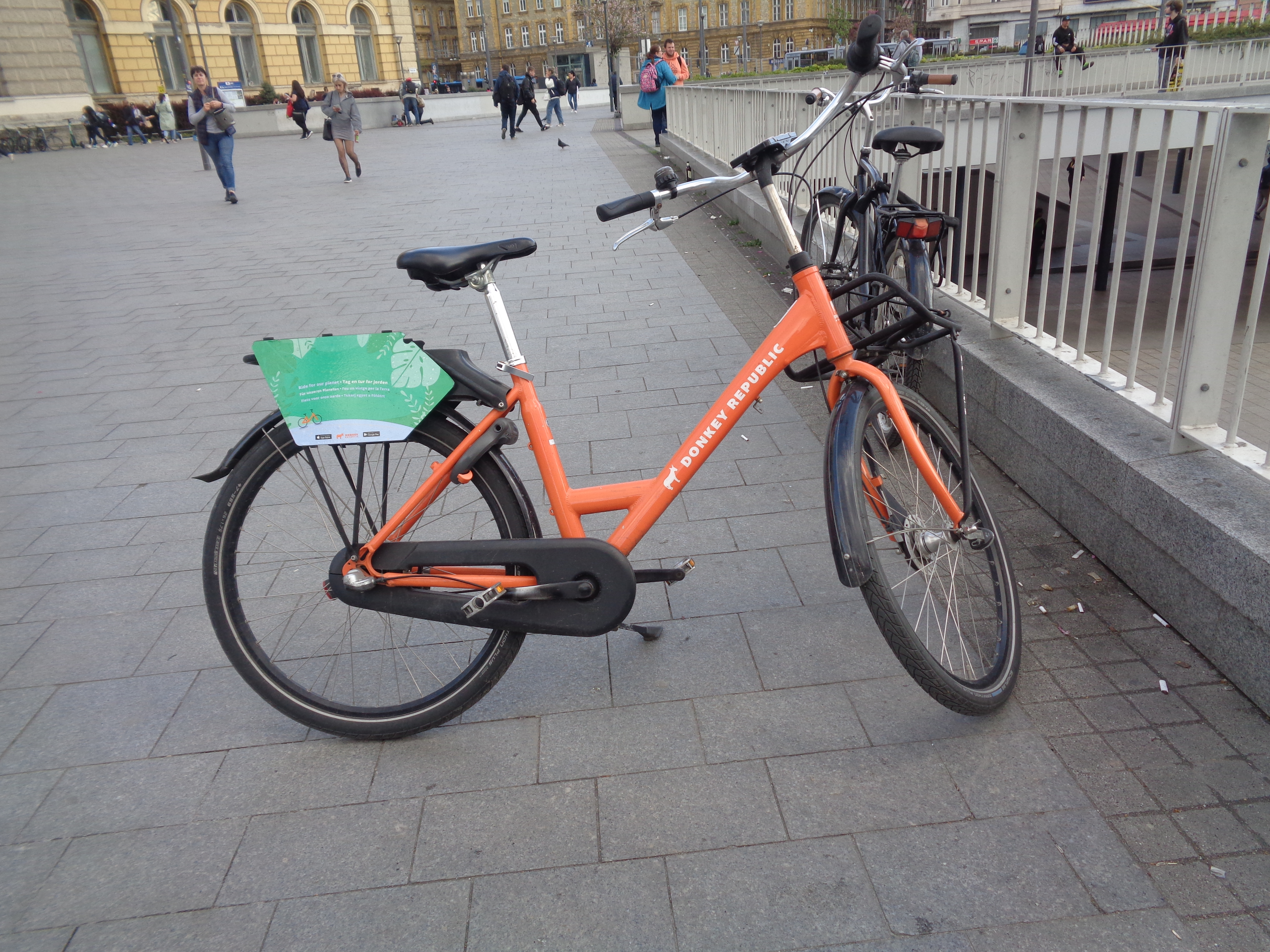
Bicicleta en Budapest
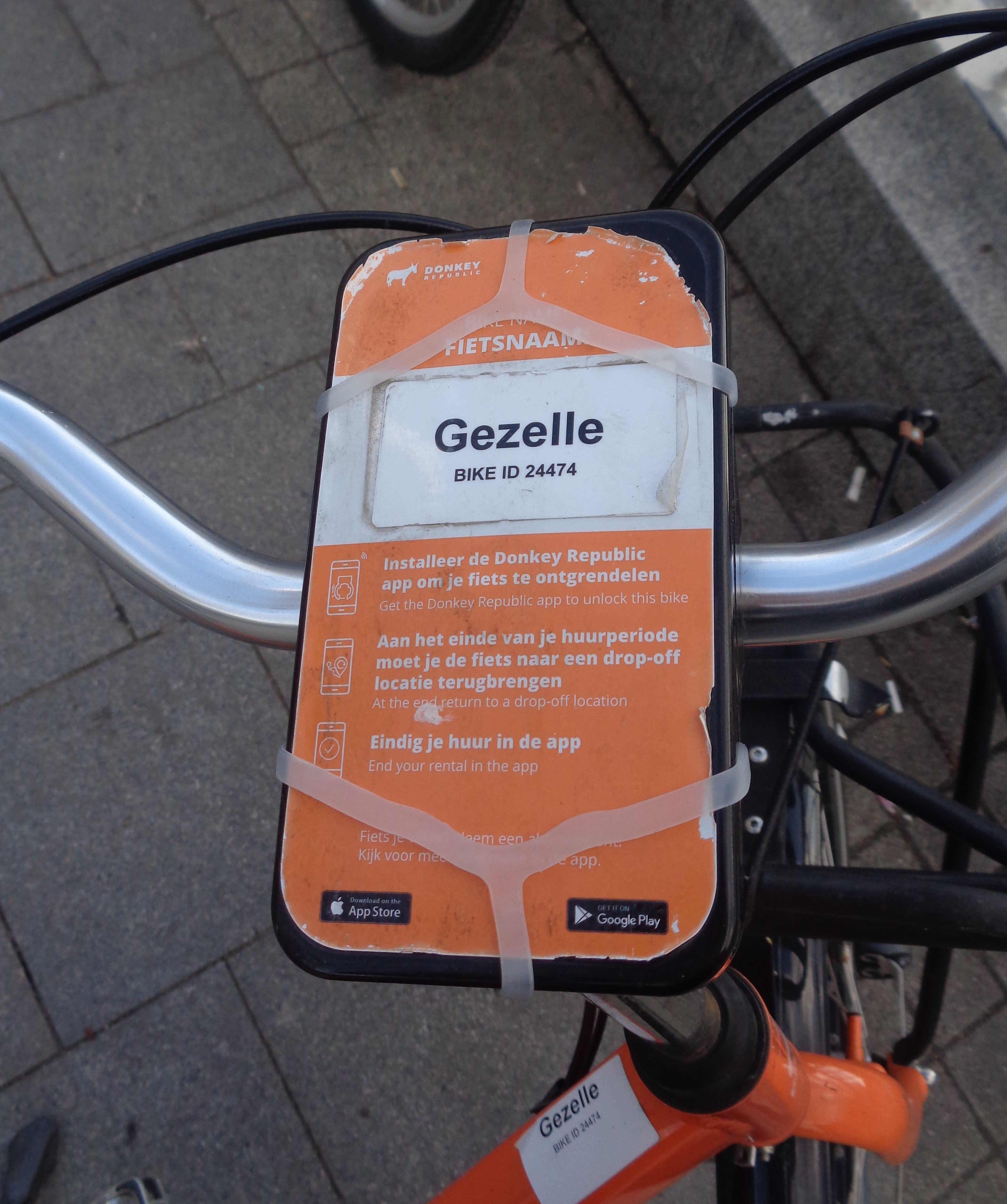
Soporte para teléfono inteligente
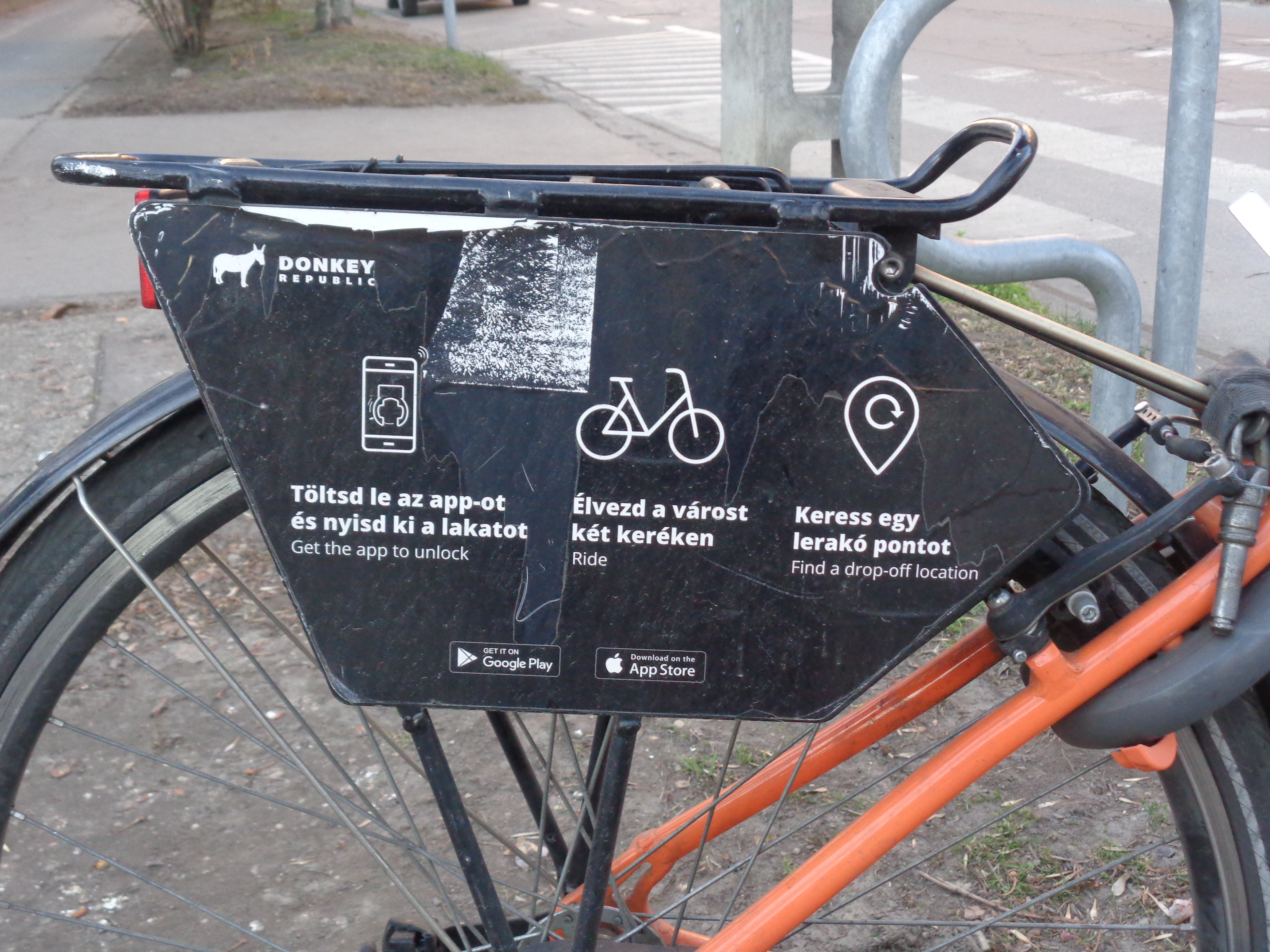
Portaequipajes
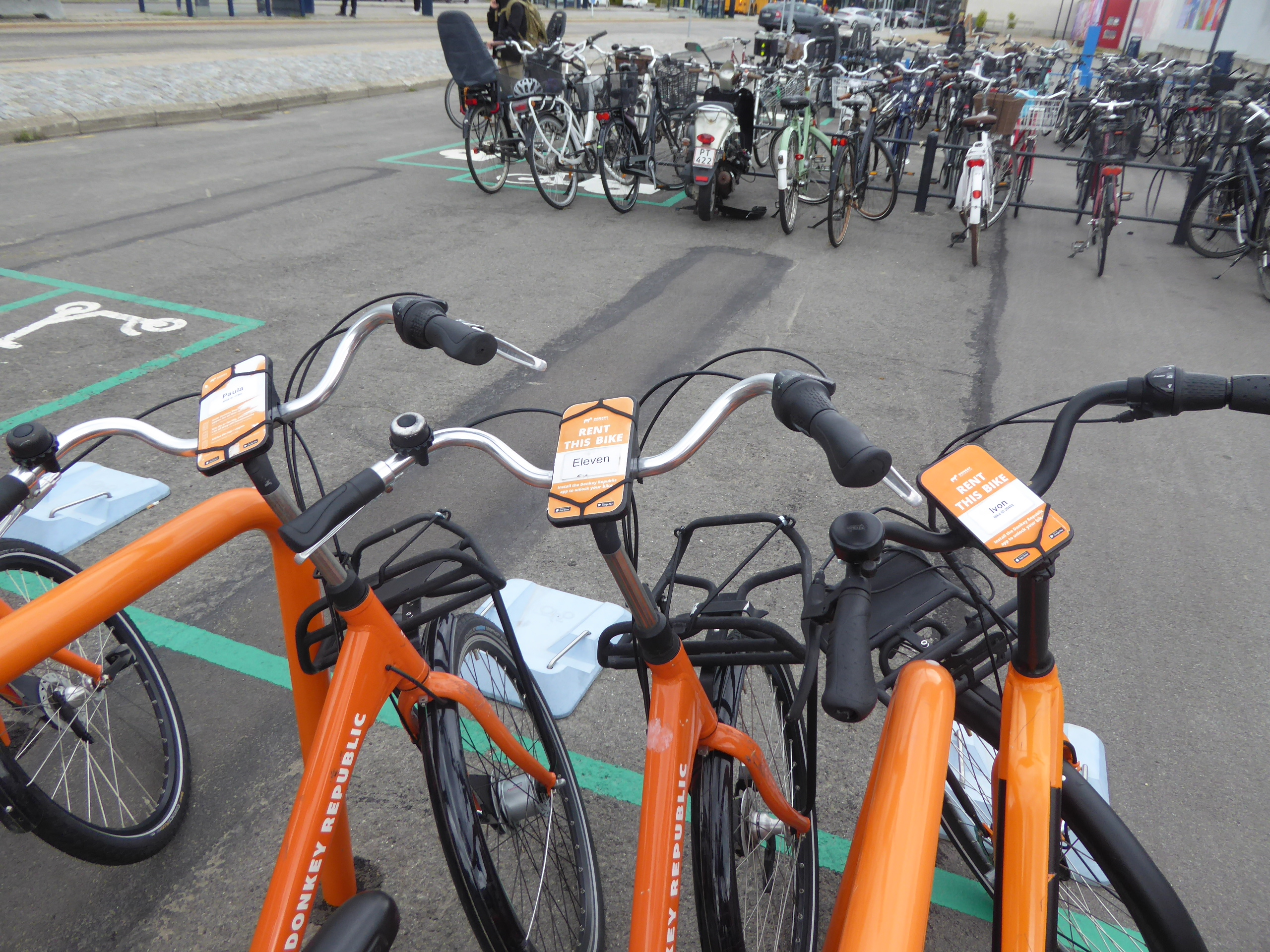
Manillar
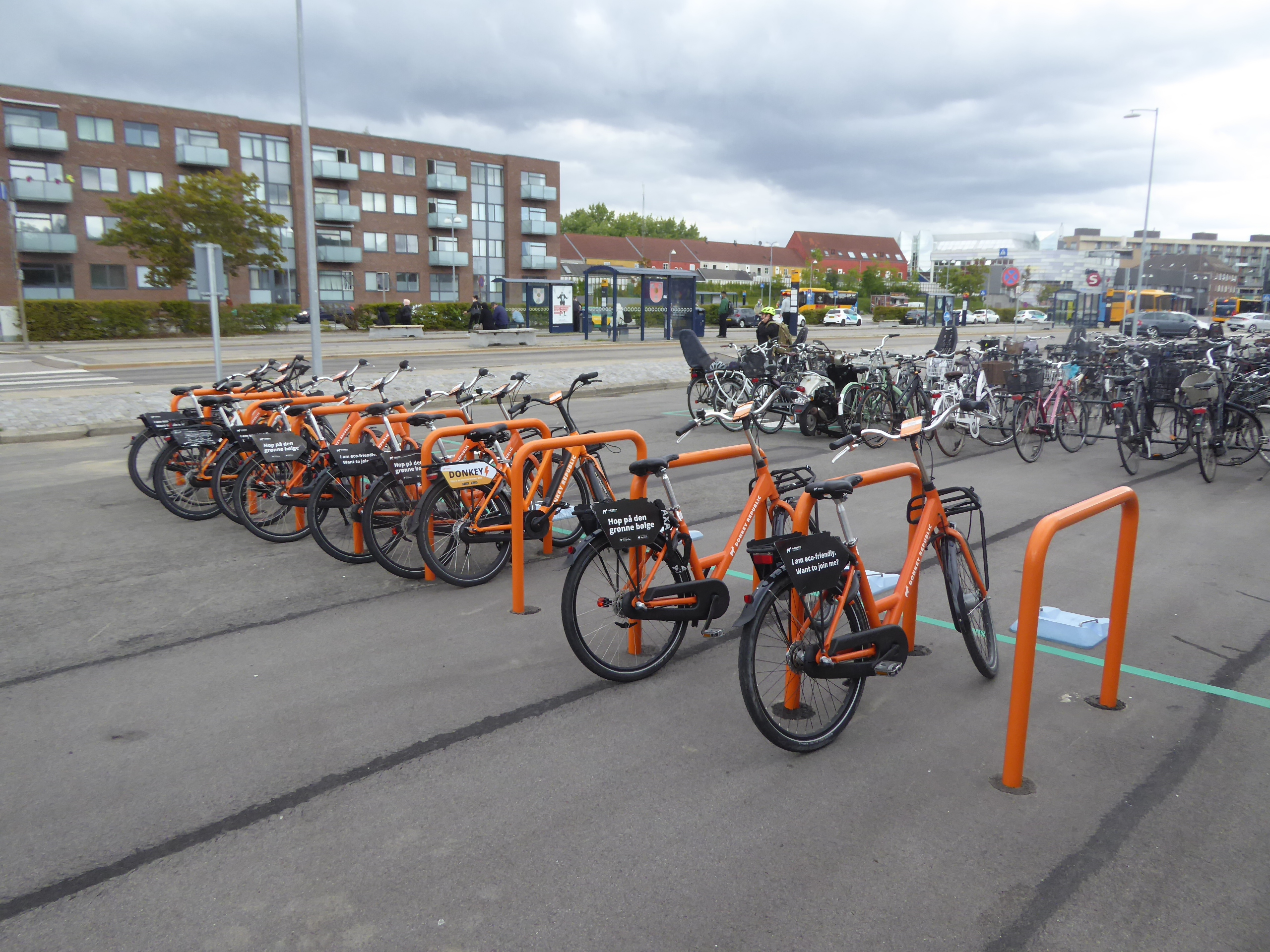
Bicicletas en Copenhague